# Bradypontius pichoni
Bradypontius pichoni is een eenoogkreeftjessoort uit de familie van de Artotrogidae. De wetenschappelijke naam van de soort is voor het eerst geldig gepubliceerd in 1966 door Stock.